# 慟哭奇機
《慟哭奇機》是由AQURIA開發，FuRyu販售，並於2023年7月27日在日本之PlayStation 4、PlayStation 5、任天堂Switch平台上推出的動作角色扮演遊戲。亞克系統在亞洲推出繁體中文、日文、韓文、英文。

## 登場人物
艾諾雅（聲：遠野光）
蕾文·迪斯特爾（聲：紡木吏佐）
千菊美琴（聲：青木瑠璃子）
紫藤亞美（聲：高橋未奈美）

## 主題曲
片頭曲「NotToNotice();」
作詞：ASPRGuS；作曲：Sakuzyo；主唱：艾諾雅（遠野光）

## 外部連結
- 官方网站
- 慟哭奇機的X（前Twitter）（日語）